# Огарково (Комьянское муниципальное образование)
Огарково — деревня в Грязовецком районе Вологодской области на реке Комья.
Входит в состав Комьянского муниципального образования, с точки зрения административно-территориального деления — в Комьянский сельсовет.
Расстояние по автодороге до районного центра Грязовца — 25,5 км, до центра муниципального образования Хорошево — 3,5 км. Ближайшие населённые пункты — Евдокимово, Курапово, Патракеево, Орлово, Подсосенье, Старый Дор.
По данным переписи в 2002 году постоянного населения не было.